# Hadancourt-le-Haut-Clocher

Hadancourt-le-Haut-Clocher este o comună în departamentul Oise, Franța. În 1 ianuarie 2022 avea o populație de 379 de locuitori.